# Wariacje
Wariacje, temat z wariacjami – samodzielna forma muzyczna lub część większego utworu instrumentalnego: sonaty, symfonii, koncertu o dość swobodnej budowie. Istotą tej formy są zmiany, jakim podlega temat lub jego motywy. Liczba i rodzaj wariacji zależy od inwencji kompozytora, waha się od kilku do kilkunastu. Temat może być własny, zaczerpnięty z dzieła innego kompozytora lub oparty na motywach z muzyki ludowej.
W wariacjach wprowadzane są:
1. Zmiany melodyczne – poprzez wprowadzenie ozdobników, nut przejściowych, opisanie dźwięków melodii nutami zamiennymi w drobnych wartościach rytmicznych itp.
2. Zmiany harmoniczne – zmiany trybu z dur na moll (i odwrotnie), rzadziej zmiana tonacji i rozszerzanie planu harmonicznego
3. Zmiany w rytmice i metrum utworu
4. Zastosowanie faktury polifonicznej – imitacja, kanon, fuga
5. Zmiany w dynamice lub tempie
6. Zmiany w fakturze instrumentalnej

Forma ta była używana od renesansu. Jest ona powiązana blisko z improwizacją.
Znane wariacje:
- Johann Sebastian Bach – Wariacje Goldbergowskie
- Ludwig van Beethoven – 33 wariacje C-dur na temat Diabellego
- Wolfgang Amadeus Mozart – 12 wariacji C-dur nt. Ah vous dirai-je, Maman
- Robert Schumann – Etiudy symfoniczne
- Antonín Dvořák – Wariacje symfoniczne
- Johannes Brahms – Wariacje na temat Haydna
- Witold Lutosławski – Wariacje symfoniczne
- Joseph Haydn – Wariacje f-moll